# Guru Agung (Padang Ulak Tanding)
Guru Agung is een bestuurslaag in het regentschap Rejang Lebong van de provincie Bengkulu, Indonesië. Guru Agung telt 1205 inwoners (volkstelling 2010).